# خربزان بايين (مقاطعة دهلران)
خربزان بايين (بالفارسية: خربزان پایین) هي مستوطنة تقع في قسم سيدابراهيم الريفي (مقاطعة دهلران) في إيران. يقدر عدد سكانها بـ 83 نسمة .